# Catedral de São Luís do Maranhão
A Catedral de São Luís do Maranhão (Catedral de Nossa Senhora da Vitória) é a sede da arquidiocese do mesmo nome. Localiza-se na Praça Pedro II, no centro de São Luís, capital do estado do Maranhão, no Brasil. É um importante monumento do núcleo antigo da cidade, declarado Patrimônio da Humanidade pela UNESCO.

## História

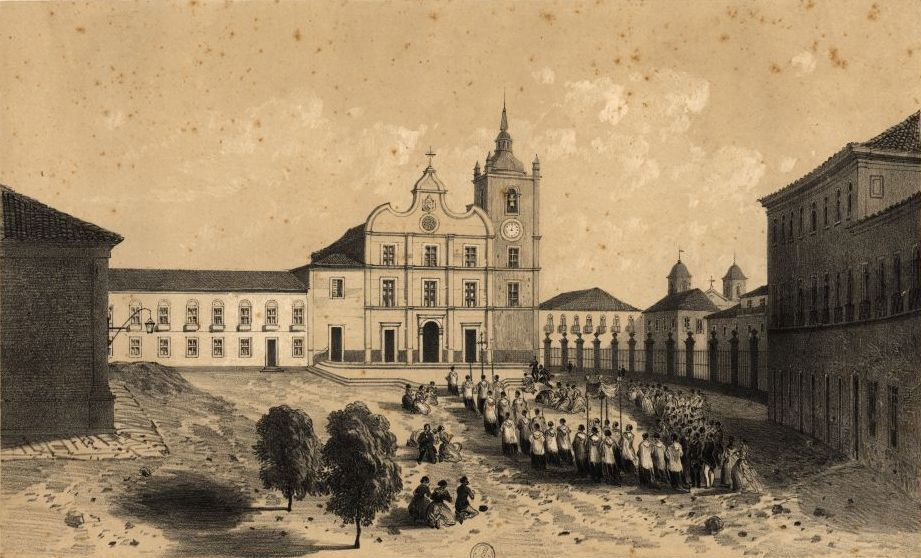
Gravura de 1860 da Catedral de São Luís.

A diocese de São Luís do Maranhão foi criada em 1677, abrangendo desde o Ceará até o Cabo Norte (Amapá), sendo à época dependente do Patriarcado de Lisboa. Nos inícios da diocese, a Igreja Matriz de Nossa Senhora da Vitória foi utilizada como Sé.
O edifício da atual Sé Catedral não foi inicialmente construído com o objetivo de ser sede catedralícia. Em 1622, os padres jesuítas Luís Figueira e Benedito Amodei iniciaram a construção do Colégio e da Igreja de Nossa Senhora da Luz, em um local no qual fora erguida uma ermida por capuchinhos franceses na época da França Equinocial. Em 1690, teve início uma nova construção, projetada pelo jesuíta João Felipe Bettendorf, levantada com mão-de-obra indígena e inaugurada em 1699. Ao lado da igreja localizava-se o Colégio Jesuíta, um grande centro cultural da região. Em 1760, sua livraria possuía 5000 volumes.
Com a expulsão dos jesuítas em 1759, os bens da Companhia passaram à coroa. Em 1761, numa reforma urbanística ordenada pelo governador Joaquim de Melo e Póvoas, a antiga Sé foi demolida para arejar o largo em frente ao Palácio dos Governadores. Os edifícios jesuítas, que estavam desocupados, ganharam novos usos: o colégio passou a ser o palácio dos bispos e a igreja da Companhia tornou-se a catedral da cidade. A feição decorativa atual do palácio é derivada de uma reforma no século XIX. A fachada da catedral foi alterada no início do século XX, quando ganhou duas torres. Em 1921-22 foi elevada a sede de arquidiocese.

## Retábulo da Catedral

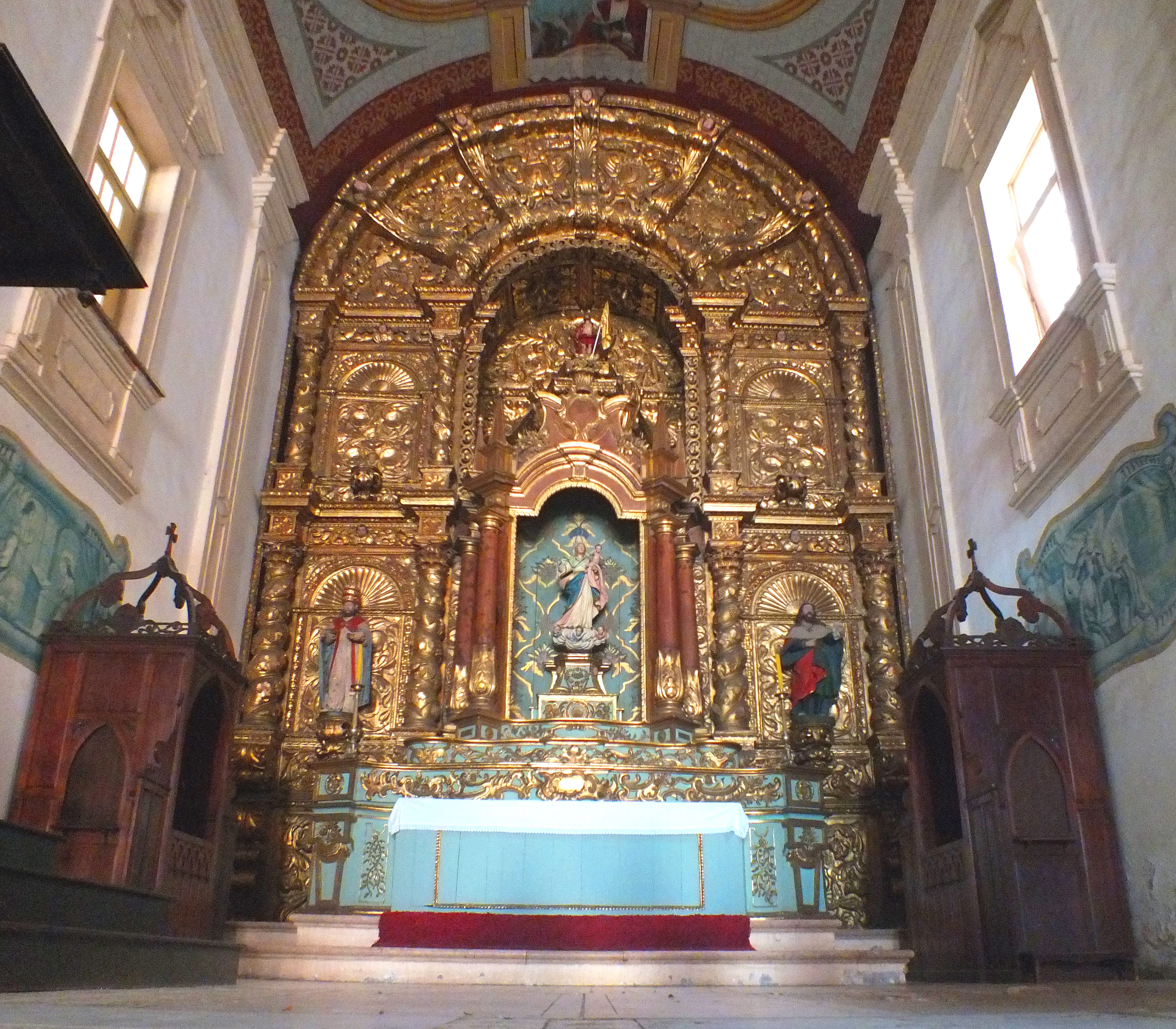
Retábulo de talha da capela-mor (fins do séc. XVII).

O maior destaque da catedral é o retábulo em talha dourada no altar-mor, realizado nos finais do século XVII. Trata-se de um dos melhores exemplares da época no Brasil colônia, representando a arte barroca, apesar de ter sido um pouco alterado nos inícios do século XIX com a adição de um camarim na parte central.
Foi desenhado pelo irmão João Felipe Bettendorff e executado pelo entalhador português Manuel Manços, auxiliado por entalhadores maranhenses ligados à Companhia de Jesus. O retábulo foi tombado pelo IPHAN em 1954.

## Palácio Episcopal
A partir de 2014, o segundo pavimento do Palácio Episcopal passou a abrigar o Museu de Arte Sacra, buscando apresentar o processo histórico de colonização e ocupação do território maranhense, iniciado no século XVII, com um acervo de objetos de arte sacra e arte jesuíta.[carece de fontes?]